# Psydrax suborbicularis
Espèce
Synonymes
- Canthium suborbiculare (C.T.White) Merr. & L.M.Perry[1]
- Plectronia suborbicularis C.T.White[1]

Statut de conservation UICN

 VU D2 : Vulnérable
Psydrax suborbicularis est une espèce de plantes de la famille des Rubiaceae.

## Publication originale
- Austrobaileya 6: 889. 2004.